# 亜鉛欠乏症 (植物)

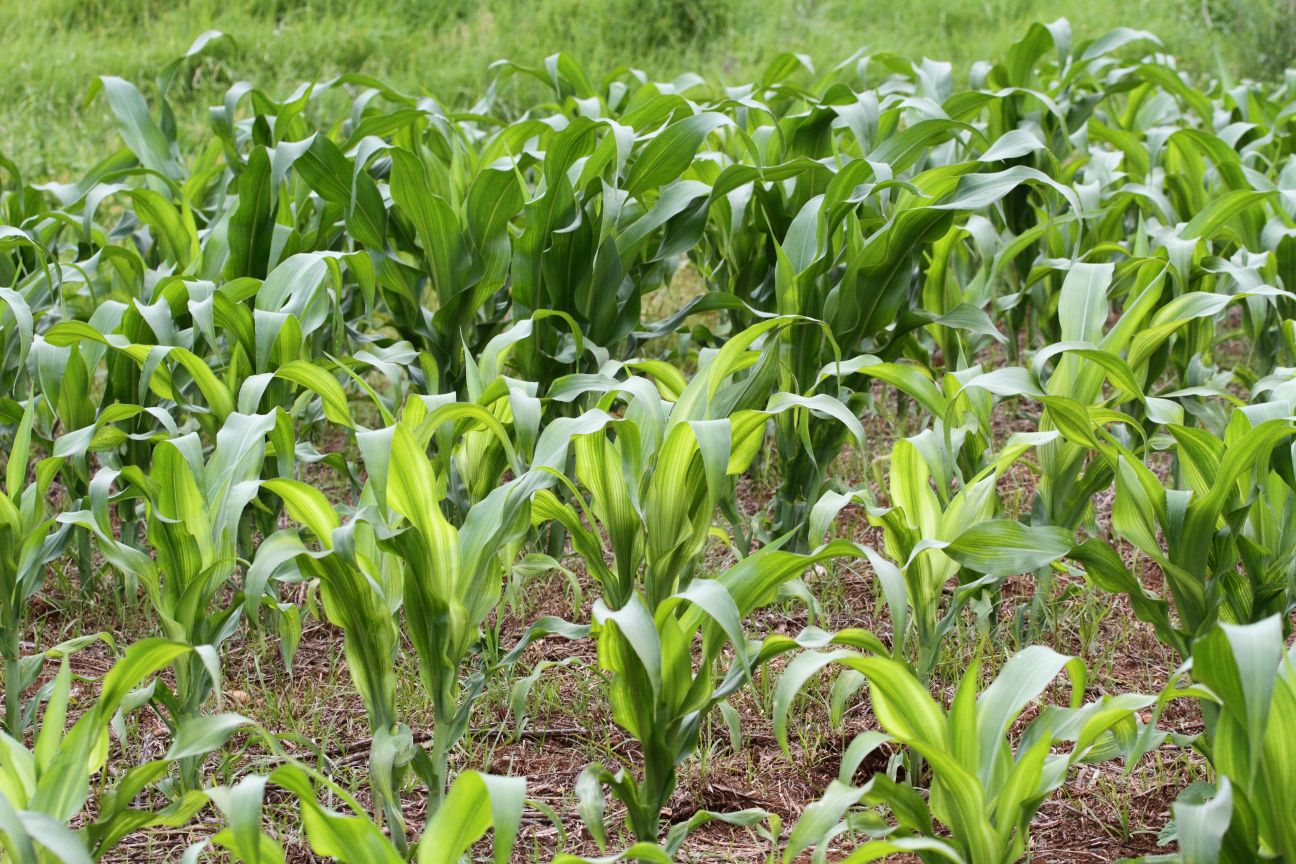
前景のトウモロコシは亜鉛欠乏症を受けている。同時期に定植された後景のトウモロコシは健全である。

亜鉛欠乏症（あえんけつぼうしょう、Zinc（Zn） deficiency）とは、植物が植物培地中から生育に十分な量の亜鉛を摂取できないときに発生する病害である。世界中で見られ、穀物や牧草において最も一般的な微量元素欠乏症である。穀物の生産量や品質の著しい減少を引き起こしている。穀物栽培のほぼ半分は、亜鉛が不足した土壌で行われている。結果、人間の亜鉛欠乏症が広く拡散し、問題となっている。

## 症状

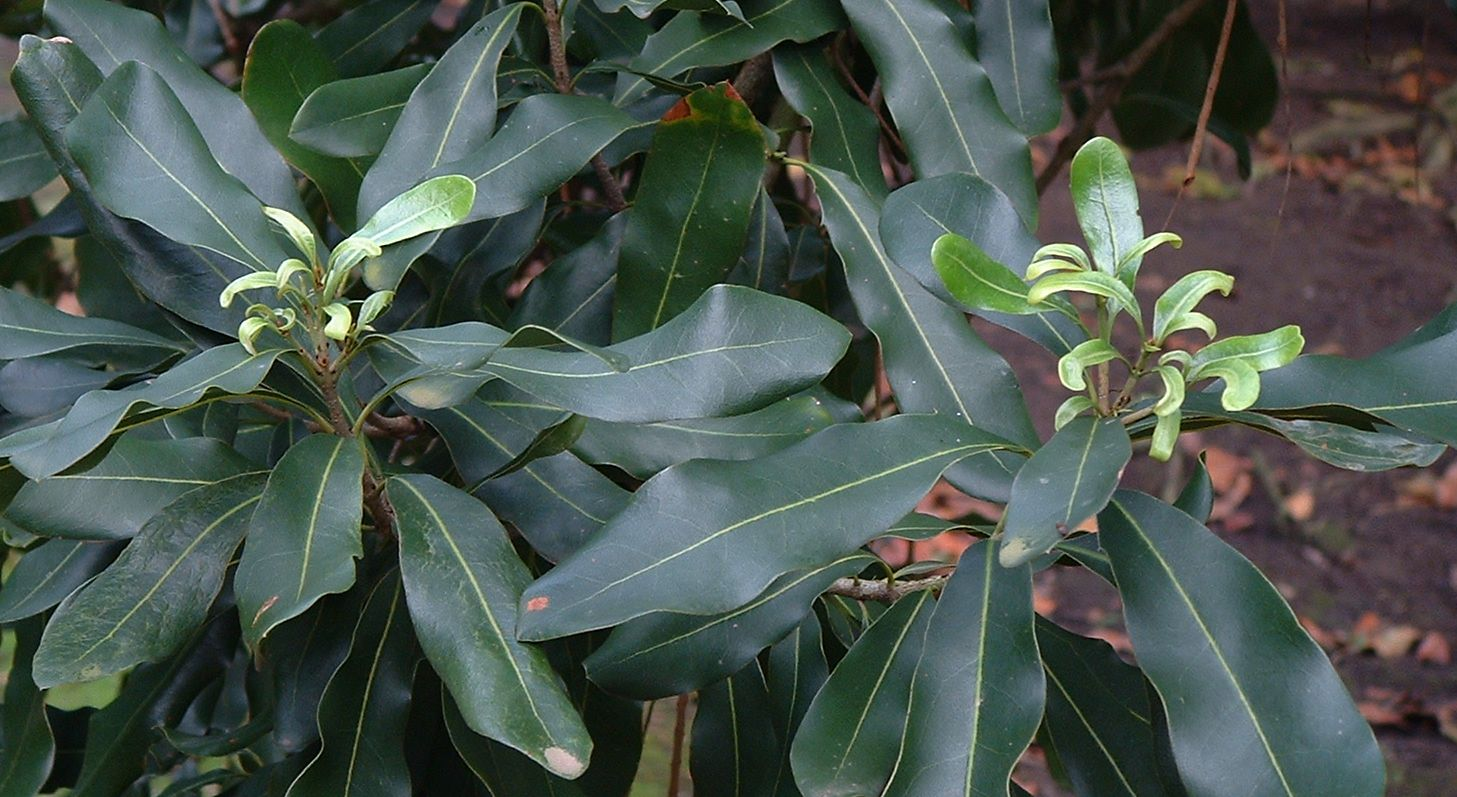
マカダミア属植物の亜鉛欠乏症。最も若い葉に黄白化、矮化、および奇形が見られる。

外観上の症状には以下が含まれる。いずれの症状も、まず上位葉(新葉)に現れたのちに下位葉に及ぶ。
- クロロシス - 葉、ときに葉脈のみの黄化。柑橘類ではこれをトラ斑と呼ぶ[2]。いくつかの種では若い葉が最も強く発症する[3]。そのほかの種では古い葉と若い葉の両方でクロロシスとなる[4]。
- 壊死班 - クロロシスとなった組織が死に、褐色の小さな斑点が葉柄や葉脈間に発生する。この壊死班は、トマトやキュウリなどの野菜類に特に多い[2]。ときに、褐色斑点は顕著に現れずに、代わりに下位葉でクロロシスが生じる場合もある。
- 葉の褐変 - クロロシスとなった面積の色が茶色となる。
- ロゼット化（蔟葉） - 亜鉛欠乏症の双子葉植物はときに茎が短くなり、多くの葉が茎で集合体を形成する。このとき、葉身や節間の伸長が抑制されて葉は横に広がり、小さくなる[2]。特に上位葉は矮小となる。亜鉛不足になると植物体内で植物成長ホルモンのオーキシンとジベレリンが分解されることと関係があると考えられている[5]。
- 発育不全 - 生育、もしくは茎の伸長の低下により植物体が小さくなる。
- 葉の矮小化 - ときにクロロシス、壊死班、あるいは褐変も伴う。
- 葉の奇形 - 葉が細長くなる、もしくは葉縁が波形となる。

### 花菜類
- トマト

上位葉の葉脈に沿って黄化症状が現れる。症状が進むと褐変する。生育は悪くなる。なお、健全葉の亜鉛濃度はおおむね20-50ppmである。
- メロン

まず、下位葉の葉縁部から軽い黄化症状が現れ、速やかに葉脈間に及ぶ。症状の進行に伴い葉縁部は壊死斑に変化し、葉脈間は退職して葉脈だけで緑が鮮明に残る。マンガン欠乏症に比べて葉脈間の退色は顕著であり、葉の表裏で症状の鮮明さに差は無い。黄化症状が中位葉に現れた場合、最初は症状が軽いが速やかに斑点状の壊死斑へと変化する。
- スイートコーン

生育初期の亜鉛欠乏は上中位葉に白化症状をもたらす。上位葉では葉身の中央部で帯状に表皮が剥離し、白色斑となる。白色班の中心部は破れる。中位葉では白化は葉身基部側の葉縁部で現れる。一部の中位葉は主脈（中肋）部分を残して裂ける。やがて中下位葉の葉脈間には不規則な赤褐色斑点が現れる。生育中期以降の亜鉛欠乏では、生育初期の欠乏で見られる上位葉の白色化症状は観察されないが、中下位葉には初期段階で赤褐色斑点が現れる。さらに欠乏が続くと、中下位葉には葉先縁枯れ症状が現れ、葉中のリン濃度の上昇とカリウム濃度の低下が起きる。亜鉛欠乏の雌穂は穂長が短く、穂先が細く、著しい先端不稔が見られる。ときに穂柄側にも列状の着粒不良が見られる場合がある。

## 原因
亜鉛不足の原因には以下が挙げられる。
- 土壌中での亜鉛の絶対量の不足

砂質土壌やヒストソル土壌、大部分が風化した母材から生じた土壌では全亜鉛濃度が低い。
- 土壌pHが高い

亜鉛はpH7.7以下で二価イオンとして存在するが、それ以上では植物にとって不可給態の水酸化亜鉛となる。
- 土壌粒子により吸着

土壌粒子は亜鉛イオンを吸着し、植物が吸収できないようにすることがある。石灰質土壌、高度に風化した土壌、垂直土壌、水成土壌、塩類土壌では、亜鉛は強力に土壌粒子に吸着されてしまうため、植物が利用可能な亜鉛濃度は低い。表層土が取り除かれた土壌といった、有機物濃度が低い土壌や締坪土壌では亜鉛欠乏のリスクが高く、したがって、根の増殖は制限されている。
- リン酸の過剰施用

リン酸を含む肥料の施用は多くの場合、亜鉛欠乏症を促す。この原因は粘土鉱物（特に酸化鉄）による亜鉛の吸着促進、小胞性のArbuscular mycorrhizaeによる抑制、植物組織中での亜鉛の固定化、および/あるいはリン酸供給による生育の促進により細胞内の亜鉛濃度が希釈されてリン酸濃度と亜鉛濃度のバランスが悪化したことが挙げられる。
- 土壌中の硫酸イオン

土壌還元によって硫酸イオンから硫化水素が生成される。この化学物質は亜鉛イオンを硫化亜鉛に変換し、土壌中に固定する。
- ニッケルによる植物の吸収の拮抗阻害

ニッケルは、蛇紋岩や橄欖岩を母材とする土壌に多く含まれる。
- 土壌への頻繁な石灰散布

石灰は亜鉛を吸着し、植物が吸収できなくさせる。また、石灰散布によるpHの上昇も亜鉛を不可給態へと変換して植物に吸収できなくさせる。

## 治療
硫酸亜鉛や酸化亜鉛の施用は亜鉛欠乏症を改善することができる。例えば、フィリピンやミャンマー内陸部の亜鉛欠乏地帯では、田植え前の一昼夜、水稲苗を0.1%硫酸亜鉛水溶液に漬ける。土壌中全濃度が5～100kg/ヘクタールになるように亜鉛を施用することが推奨されている。ただし、亜鉛の最適な水準は植物の種類と欠乏症の重症度によって異なる。また、塩基性土壌の場合、亜鉛を添加しても、土壌中の亜鉛は植物が吸収できない形態であり続けるため、亜鉛の施用は亜鉛欠乏症を改善しない場合もある。
硫酸亜鉛、亜鉛キレートあるいは天然の有機物複合体の葉面散布は、特にブドウといった果樹に広く使用されている。亜鉛の供給は種子へと行うことができる。また、苗を亜鉛溶液に移植して根を浸漬することによっても可能である。